# Канчирово
Канчи́рово (рос. Канчирово) — село у складі Александровського району Оренбурзької області, Росія.
Стара назва — Канчерово.

## Населення
Населення — 173 особи (2010; 175 у 2002).
Національний склад (станом на 2002 рік):
- башкири — 96 %